# De nacht (Hildo Krop)
De nacht is een artistiek kunstwerk in Amsterdam-West.
Het beeld stamt uit de jaren 1933 tot 1937 uit het oeuvre van Hildo Krop. Hij maakte De nacht voor de oogheelkundige kliniek van het Wilhelmina Gasthuis. Dat gebouw staat aan de zuidkant van het WG-Plein. Krop beeldde een reeënpaar af met daarboven een uil op een boomtak. Rondom de uil zijn sterren te zien; erachter de volle maan. Het totaal staat als een soort hoeksteen op een muurtje aan de westzijde van het gebouw, aan de oostzijde staat De dag.